# Alejandro Enrique Planchart

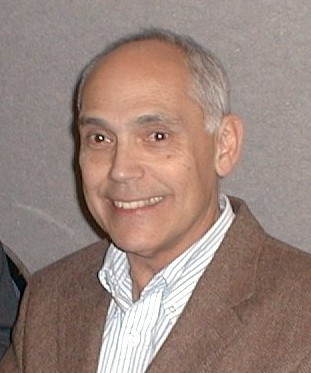
Alejandro Enrique Planchart

Alejandro Enrique Planchart (* 29. Juli 1935 in Caracas; † 28. April 2019) war ein US-amerikanischer Musikwissenschaftler, Dirigent und Komponist.

## Leben
Planchart studierte bis 1960 Komposition, Klavier und Cembalo an der Yale University. Hier gründete er 1963 das Ensemble für alte Musik Cappella Cordina, das er bis zu seinem Ausscheiden 1975 leitete. Daneben absolvierte er bis 1971 ein Dissertationsstudium an der Harvard University.
Von 1967 bis 1975 unterrichtete er Musikgeschichte und -theorie an der University of Victoria, danach war er bis zu seiner Emeritierung 2002 Professor für Musikgeschichte des Mittelalters, der klassischen Ära und des 20. Jahrhunderts an der University of California in Santa Barbara. Daneben leitete er hier ein Ensemble für mittelalterliche Musik, einen Motettenchor und ein Barockorchester, mit denen er jährlich sechs bis sieben Programme mit Musik von der Vorrenaissance bis Mozart und Haydn aufführte.
Planchart veröffentlichte Artikel und Bücher über Cristóbal de Morales, Clemens non Papa, Guillaume Du Fay und andere Renaissancemusiker, lateinamerikanische Musik und Musik des 20. Jahrhunderts. Für das Buch The Repertory of Tropes at Winchester wurde er 1979 mit dem Gustav-Arlt-Preis des Council of Graduate Schools in the United States ausgezeichnet. Mit der Cappella Cordina spielte er eine Reihe mustergültiger Aufnahmen von Musik des Mittelalters und der Renaissance ein.
Planchart komponierte mehr als einhundert Werke, darunter Sinfonien, Lieder, Kammermusik und Stücke für Soloinstrumente.